# Florentia San Gimignano 2020-2021
Questa voce raccoglie le informazioni riguardanti la sezione femminile del Florentia San Gimignano Società Sportiva Dilettantistica nelle competizioni ufficiali della stagione 2020-2021.

## Divise e sponsor
La tenuta di gara, realizzata in esclusiva dalla Erreà, richiama, personalizzandoli, i colori della Sangimignano maschile, nero e verde. La maglia presenta una base a tinta unita di colore verde, sulla quale è presente a lato cuore lo stemma societario; le maniche presentano una fantasia a scacchi neri, di richiamo medioevale, che ricordano l'ambientazione e le origini della cittadina sede societaria, dentro i quali sono stampati, in transfer, i simboli della città di San Gimignano, il Leone e il Giglio. Unica digressione ai colori principali è la sottile banda rossobianca presente nel retro, sotto il colletto, a ricordo dei colori sociali originali della Florentia.
Lo sponsor principale è l'azienda del presidente Tommaso Becagli e lo sponsor tecnico è Erreà.
| Casa | Trasferta |

## Organigramma societario
Area amministrativa
- Presidente: Tommaso Becagli
- Vice Presidente: Domenico Strati
- Direttore sportivo: Domenico Strati

Area tecnica
- Allenatore: Stefano Carobbi
- Vice allenatore: Giulia Domenichetti
- Collaboratore tecnico: Elisabetta Tona
- Direttore tecnico: Stefano Carobbi

## Rosa
Rosa, ruoli e numeri di maglia come dal sito ufficiale.
| N. |                     | Ruolo | Calciatrice        |
| -- | ------------------- | ----- | ------------------ |
| 1  | Svizzera (bandiera) | P     | Seraina Friedli    |
| 3  | Italia (bandiera)   | D     | Paola Boglioni     |
| 4  | Germania (bandiera) | C     | Florin Wagner      |
| 6  | Italia (bandiera)   | D     | Serena Ceci        |
| 8  | Italia (bandiera)   | C     | Irene Lotti        |
| 9  | Italia (bandiera)   | A     | Melania Martinovic |
| 10 | Svezia (bandiera)   | C     | Jonna Dahlberg     |
| 11 | Italia (bandiera)   | C     | Melanie Kuenrath   |
| 12 | Italia (bandiera)   | P     | Lia Lonni          |
| 14 | Italia (bandiera)   | D     | Giulia Bursi       |
| 15 | Italia (bandiera)   | A     | Luisa Pugnali      |
| 16 | Italia (bandiera)   | C     | Bianca Bardin      |
| 17 | Svezia (bandiera)   | A     | Sara Nilsson       |

| N. |                     | Ruolo | Calciatrice             |
| -- | ------------------- | ----- | ----------------------- |
| 18 | Italia (bandiera)   | A     | Federica Anghileri      |
| 20 | Italia (bandiera)   | A     | Sofia Cantore           |
| 21 | Italia (bandiera)   | C     | Cecilia Re              |
| 22 | Italia (bandiera)   | D     | Michela Rodella         |
| 23 | Italia (bandiera)   | D     | Elena Pisani            |
| 28 | Italia (bandiera)   | A     | Gaia Bolognini          |
| 31 | Italia (bandiera)   | C     | Elena Prinzivalli       |
| 32 | Germania (bandiera) | D     | Tamar Dongus (capitano) |
| 33 | Italia (bandiera)   | C     | Maria Bortolin          |
| 64 | Italia (bandiera)   | P     | Amanda Tampieri         |
| 89 | Italia (bandiera)   | C     | Giulia Giacobbo         |
| 91 | Italia (bandiera)   | C     | Francesca Imprezzabile  |
| 99 | Italia (bandiera)   | C     | Alessia Accornero       |

## Calciomercato

### Sessione estiva
| Acquisti | Acquisti           | Acquisti        | Acquisti    |
| R.       | Nome               | da              | Modalità    |
| -------- | ------------------ | --------------- | ----------- |
| P        | Seraina Friedli    | Young Boys      | svincolata  |
| P        | Lia Lonni          | Orobica         | svincolata  |
| D        | Paola Boglioni     | Juventus        | in prestito |
| D        | Elena Pisani       | Lady Buccaneers | svincolata  |
| C        | Bianca Bardin      | Verona          | svincolata  |
| C        | Jonna Dahlberg     | KIF Örebro      | svincolata  |
| A        | Federica Anghileri | Juventus        | in prestito |
| A        | Sofia Cantore      | Juventus        | in prestito |
| A        | Luisa Pugnali      | Sassuolo        | svincolata  |

| Cessioni | Cessioni             | Cessioni        | Cessioni       |
| R.       | Nome                 | a               | Modalità       |
| -------- | -------------------- | --------------- | -------------- |
| P        | Ilaria Leoni         |                 | fine contratto |
| P        | Katja Schroffenegger | Fiorentina      | [ 14 ]         |
| D        | Carolina Cosi        |                 | fine contratto |
| D        | Ginevra Costantino   |                 | fine contratto |
| D        | Emma Lipman          | Lazio           |                |
| D        | Melissa Toomey       | Tavagnacco      | in prestito    |
| C        | Boralda Aliaj        | Torres          |                |
| C        | Claudia Natali       | Roma CF         | in prestito    |
| C        | Lois Roche           |                 | fine contratto |
| C        | Evelyn Vicchiarello  |                 | ritirata       |
| A        | Chiara Abati         |                 | ritirata       |
| A        | Dessislava Eva Dupuy |                 | fine contratto |
| A        | Isotta Nocchi        | Fiorentina      | fine prestito  |
| A        | Stephanie Roche      | Peamount United |                |

### Sessione invernale
| Acquisti | Acquisti | Acquisti | Acquisti |
| R.       | Nome     | da       | Modalità |
| -------- | -------- | -------- | -------- |

| Cessioni | Cessioni | Cessioni | Cessioni |
| R.       | Nome     | a        | Modalità |
| -------- | -------- | -------- | -------- |

## Risultati

### Serie A

#### Girone di andata
| Arbitro: | Bordin (Bassano del Grappa) |

|           |           |  |
| Longo 15’ | Marcatori |  |

| Arbitro: | Centi (Viterbo) |

|             |           |  |
| Cantore 70’ | Marcatori |  |

| Arbitro: | Scatena (Avezzano) |

|                                       |           |                                   |
| Mascarello 27’ Adami 32’ Sabatino 80’ | Marcatori | 41’ (rig.) Cantore 62’ Martinovic |

| Arbitro: | Kumara (Verona) |

|           |           |  |
| Menín 56’ | Marcatori |  |

| Arbitro: | Ancora (Roma 1) |

|                    |           |  |
| Cantore 89’ (rig.) | Marcatori |  |

| Arbitro: | Feliciani (Teramo) |

|                                           |           |  |
| Dubcová 13’ (rig.) Mihashi 32’ Bugeja 57’ | Marcatori |  |

| Arbitro: | Marotta (Sapri) |

|                         |           |           |
| Pugnali 57’ Cantore 60’ | Marcatori | 9’ Prugna |

| Arbitro: | Lovison (Padova) |

|            |           |                               |
| Wagner 44’ | Marcatori | 54’ Caruso 57’ (rig.) Girelli |

| Arbitro: | Zamagni (Cesena) |

|               |           |                |
| Serturini 15’ | Marcatori | 75’ Martinovic |

| Arbitro: | Di Marco (Ciampino) |

|             |           |  |
| Pugnali 24’ | Marcatori |  |

| Arbitro: | Ubaldi (Roma 1) |

|  |           |            |
|  | Marcatori | 19’ Dongus |

#### Girone di ritorno
| Arbitro: | Petrella (Viterbo) |

|               |           |                  |
| Anghileri 39’ | Marcatori | 4’, 65’ Giacinti |

| Arbitro: | Grasso (Ariano Irpino) |

|                     |           |                  |
| Bragonzi 59’ (rig.) | Marcatori | 71’, 83’ Nilsson |

| Arbitro: | Zucchetti (Foligno) |

|                    |           |  |
| Cantore 53’ Re 74’ | Marcatori |  |

| San Gimignano 6 marzo 2021, ore 14:30 CET 15ª giornata | Florentia S.G.     | 0 – 0 referto | San Marino | Stadio Santa Lucia\| Arbitro: \| Monaldi (Macerata) \| |
| Arbitro:                                               | Monaldi (Macerata) |               |            |                                                        |

| Arbitro: | Virgilio (Trapani) |

|                            |           |                |
| Nocchi 5’, 11’ Goldoni 38’ | Marcatori | 17’ Martinovic |

| Arbitro: | Villa (Rimini) |

|                    |           |                                                                             |
| Santoro 41’ (aut.) | Marcatori | 55’ Pirone 63’ Cambiaghi 70’ (rig.) Dubcová 83’ (rig.) Bugeja 85’ Tomaselli |

| Arbitro: | Rinaldi (Bassano del Grappa) |

|                                                            |           |                  |
| Caloia 4’ Dompig 25’, 56’ Glionna 62’ Miotto 75’ Acuti 89’ | Marcatori | 52’, 66’ Cantore |

| Arbitro: | Pascarella (Nocera Inferiore) |

|                                                                          |           |                |
| Skovsen 6’ Junge Pedersen 30’ Cernoia 42’ Stašková 61’, 68’ Bonansea 71’ | Marcatori | 48’ Martinovic |

| Arbitro: | Scarpa (Collegno) |

|                    |           |           |
| Cantore 45’ (rig.) | Marcatori | 9’ Linari |

| Arbitro: | Madonia (Palermo) |

|  |           |                            |
|  | Marcatori | 50’ Martinovic 65’ Cantore |

| Arbitro: | Di Marco (Ciampino) |

|                             |           |                  |
| Martinovic 18’ Wagner 45+3’ | Marcatori | 14’ Parascandolo |

### Coppa Italia
| Arbitro: | Kovacevic (Arco Riva) |

|  |           |                                      |
|  | Marcatori | 9’, 48’ Martinovic 61’, 75’ Dahlberg |

| Arbitro: | Bozzetto (Bergamo) |

|  |           |                |
|  | Marcatori | 27’ Martinovic |

| Arbitro: | Angelucci (Foligno) |

|  |           |                                           |
|  | Marcatori | 6’, 30’ Lázaro 45’ Serturini 48’ Andressa |

| Arbitro: | Vergaro (Bari) |

|                                                                              |           |             |
| Andressa 3’ (rig.) Bonfantini 10’, 24’ Thomas 34’ Serturini 41’ Severini 76’ | Marcatori | 14’ Cantore |

## Statistiche

### Statistiche di squadra
| Competizione | Punti | In casa | In casa | In casa | In casa | In casa | In casa | In trasferta | In trasferta | In trasferta | In trasferta | In trasferta | In trasferta | Totale | Totale | Totale | Totale | Totale | Totale | DR  |
| Competizione | Punti | G       | V       | N       | P       | Gf      | Gs      | G            | V            | N            | P            | Gf           | Gs           | G      | V      | N      | P      | Gf     | Gs     | DR  |
| ------------ | ----- | ------- | ------- | ------- | ------- | ------- | ------- | ------------ | ------------ | ------------ | ------------ | ------------ | ------------ | ------ | ------ | ------ | ------ | ------ | ------ | --- |
| Serie A      | 29    | 11      | 6       | 2       | 3       | 13      | 12      | 11           | 3            | 1            | 7            | 12           | 25           | 22     | 9      | 3      | 10     | 25     | 37     | -12 |
| Coppa Italia | -     | 1       | 0       | 0       | 1       | 0       | 4       | 3            | 2            | 0            | 1            | 6            | 6            | 4      | 2      | 0      | 2      | 6      | 10     | -4  |
| Totale       | -     | 11      | 5       | 2       | 4       | 11      | 15      | 15           | 6            | 1            | 8            | 20           | 32           | 26     | 11     | 3      | 12     | 31     | 47     | -16 |

### Andamento in campionato
| Giornata  | 1 | 2 | 3 | 4 | 5 | 6 | 7 | 8 | 9 | 10 | 11 | 12 | 13 | 14 | 15 | 16 | 17 | 18 | 19 | 20 | 21 | 22 |
| --------- | - | - | - | - | - | - | - | - | - | -- | -- | -- | -- | -- | -- | -- | -- | -- | -- | -- | -- | -- |
| Luogo     | T | C | T | T | C | T | C | C | T | C  | T  | C  | T  | C  | C  | T  | C  | T  | T  | C  | T  | C  |
| Risultato | P | V | P | P | V | P | V | P | N | V  | V  | P  | V  | V  | N  | P  | P  | P  | P  | N  | V  | V  |
| Posizione | 8 | 6 | 7 | 8 | 8 | 8 | 8 | 8 | 8 | 7  | 6  | 7  | 7  | 6  | 5  | 7  | 7  | 7  | 7  | 8  | 7  | 7  |

Legenda:

Luogo: C = Casa; T = Trasferta. Risultato: V = Vittoria; N = Pareggio; P = Sconfitta.

### Statistiche delle giocatrici
| Giocatore       | Serie A  | Serie A | Serie A     | Serie A    | Coppa Italia | Coppa Italia | Coppa Italia | Coppa Italia | Totale   | Totale | Totale      | Totale     |
| Giocatore       | Presenze | Reti    | Ammonizioni | Espulsioni | Presenze     | Reti         | Ammonizioni  | Espulsioni   | Presenze | Reti   | Ammonizioni | Espulsioni |
| --------------- | -------- | ------- | ----------- | ---------- | ------------ | ------------ | ------------ | ------------ | -------- | ------ | ----------- | ---------- |
| A. Accornero    | 3        | 0       | 0           | 0          | 1            | 0            | 0            | 0            | 4        | 0      | 0           | 0          |
| F. Anghileri    | 15       | 1       | 0           | 0          | 4            | 0            | 0            | 0            | 19       | 1      | 0           | 0          |
| B. Bardin       | 17       | 0       | 3           | 0          | 4            | 0            | 0            | 0            | 21       | 0      | 3           | 0          |
| P. Boglioni     | 15       | 0       | 1           | 0          | 4            | 0            | 0            | 0            | 19       | 0      | 1           | 0          |
| G. Bolognini    | 1        | 0       | 0           | 0          | 1            | 0            | 0            | 0            | 2        | 0      | 0           | 0          |
| M. Bortolin     | 1        | 0       | 0           | 0          | -            | -            | -            | -            | 1        | 0      | 0           | 0          |
| G. Bursi        | 19       | 0       | 1           | 0          | 4            | 0            | 0            | 0            | 23       | 0      | 1           | 0          |
| S. Cantore      | 22       | 9       | 1           | 0          | 3            | 1            | 0            | 0            | 25       | 10     | 1           | 0          |
| S. Ceci         | 19       | 0       | 3           | 0          | 4            | 0            | 0            | 0            | 23       | 0      | 3           | 0          |
| J. Dahlberg     | 20       | 0       | 2           | 0          | 4            | 2            | 0            | 0            | 24       | 2      | 2           | 0          |
| T. Dongus       | 20       | 1       | 5           | 0          | 2            | 0            | 1            | 0            | 22       | 1      | 6           | 0          |
| S. Friedli      | 8        | -12     | 0           | 0          | 2            | -4           | 0            | 0            | 10       | -16    | 0           | 0          |
| G. Giacobbo     | 1        | 0       | 0           | 0          | 0            | 0            | 0            | 0            | 1        | 0      | 0           | 0          |
| F. Imprezzabile | 21       | 0       | 0           | 0          | 3            | 0            | 0            | 0            | 24       | 0      | 0           | 0          |
| M. Kuenrath     | 9        | 0       | 2           | 0          | 2            | 0            | 0            | 0            | 11       | 0      | 2           | 0          |
| L. Lonni        | 1        | 0       | 0           | 0          | 2            | -6           | 0            | 0            | 3        | -6     | 0           | 0          |
| I. Lotti        | 9        | 0       | 0           | 0          | 1            | 0            | 0            | 0            | 10       | 0      | 0           | 0          |
| M. Martinovic   | 22       | 6       | 2           | 0          | 4            | 3            | 0            | 0            | 26       | 9      | 2           | 0          |
| S. Nilsson      | 14       | 2       | 0           | 0          | 4            | 0            | 0            | 0            | 18       | 2      | 0           | 0          |
| E. Pisani       | 14       | 0       | 1           | 0          | 3            | 0            | 0            | 0            | 17       | 0      | 1           | 0          |
| E. Prinzivalli  | 1        | 0       | 0           | 0          | 1            | 0            | 0            | 0            | 2        | 0      | 0           | 0          |
| L. Pugnali      | 17       | 2       | 0           | 0          | 2            | 0            | 0            | 0            | 19       | 2      | 0           | 0          |
| C. Re           | 21       | 1       | 1           | 0          | 3            | 0            | 0            | 0            | 24       | 1      | 1           | 0          |
| M. Rodella      | 11       | 0       | 1           | 0          | 2            | 0            | 0            | 0            | 13       | 0      | 1           | 0          |
| A. Tampieri     | 13       | -25     | 0           | 0          | 0            | 0            | 0            | 0            | 13       | -25    | 0           | 0          |
| F. Wagner       | 16       | 2       | 1           | 0          | 3            | 0            | 0            | 0            | 19       | 2      | 1           | 0          |